# Симеон Василев (журналист)
Вижте пояснителната страница за други личности с името Симеон Василев.
Симеон Игнатов Василев е български журналист.

## Биография
Роден е на 278899 декември 1961 г. в Кърджали. Завършва немска езикова гимназия в Хасково и българска филология в Софийския университет „Св. Климент Охридски“, където и работи по-късно. Специализира германистика в университета „Мартин Лутер“ в Хале, Германия и журналистика в университета в Кардиф в Уелс.
В БНТ работи като международен редактор, зам.-директор „Новини“ на Канал 1, програмен директор на Канал 1, политически коментатор, директор „Информация“ и кореспондент в Бон и Берлин. Той е един от създателите на телевизия „Европа“. Автор е на предаването за международна политика „Световният гамбит“ и на документалните филми „Сигурност и сътрудничество“ (1994 г.), „Унгария-1994 г.“, „Германският избор“ (1998 г.), „Стената“ (1999 г.), „Денят 11 септември...“ (2002 г., „България в света на ООН - една дипломатическа хроника“ (2004 г.) и др.
Поддържа авторска рубрика за международна политика във в. „Банкеръ“. Публикува в българския и международен печат.
През 2018 г. защитава в Софийския университет дисертация на тема „Лидерство в глобална медийна среда. Политическо лидерство и журналистически интерпретации през първото десетилетие на 21 в.“. През 2020 г. е избран за доцент във Факултета по журналистика и масова комуникация в Софийския университет, а през октомври 2023 г. и за професор.